# Ніттендорф
Ніттендорф (нім. Nittendorf) — громада в Німеччині, розташована в землі Баварія. Підпорядковується адміністративному округу Верхній Пфальц. Входить до складу району Регенсбург.
Площа — 32,90 км2. Населення становить 9286 ос. (станом на 31 грудня 2020).